# Lenny Kaye
Lenny Kaye (* 27. prosince 1946, New York) je americký kytarista, zpěvák a hudební producent, nejvíce známý jako člen doprovodné skupiny zpěvačky Patti Smith.

## Život a kariéra
Narodil se do židovské rodiny v New Yorku. Jeho prvním nástrojem byl akordeon, později však přešel ke kytaře. V roce 1960 se s rodinou usadil ve městě North Brunswick v New Jersey a následně studoval na Rutgers University (studium dokončil v roce 1967). Byl velkým fanouškem science fiction a ve svých patnácti letech vydával fanzin nazvaný Obelisk. Svůj první koncert odehrál se skupinou The Vandals v roce 1964. Po dokončení školy se vrátil zpět do New Yorku. Zde začal psát recenze pro hudební časopis Jazz and Pop. Později přispíval i do dalších periodik, například Melody Maker, Hit Parader, Rolling Stone a Creem.
Dne 10. února 1971 poprvé vystupoval s tehdy básnířkou Patti Smith. Ta se s ním setkala poté, co četla jeho článek v magazínu Jazz and Pop. Doprovázel její čtení v Kostele svatého Marka na desáté východní ulici. V roce 1974 produkoval její vůbec první singl obsahující písně „Hey Joe“ a „Piss Factory“. Zpěvačka následně začala vystupovat se skupinou, jíž byl členem i Kaye. Poslední koncert se konal v září 1979. Zpěvačka se později na čas přestala hudbě věnovat. Od devadesátých let je Kaye opět členem její doprovodné skupiny.
V roce 1979 se stal členem doprovodné skupiny Jima Carrolla a rovněž vedl svou vlastní skupinu Lenny Kaye Connection. V roce 1985 produkoval první album zpěvačky Suzanne Vega s názvem Suzanne Vega. Je rovněž producentem její druhé desky Solitude Standing (1987). Dále produkoval desku Hang Time skupiny Soul Asylum. V roce 2010 přispěl písní „I Wanna Know“ na album Daddy Rockin' Strong: A Tribute to Nolan Strong & the Diablos. Během své kariéry spolupracoval i s dalšími hudebníky, mezi které patří Cindy Lee Berryhill, Kristin Hersh, Peter Buck, Robin Holcomb a 10 000 Maniacs. Rovněž je spoluautorem autobiografické knihy hudebníka Waylona Jenningse. Později vydal knihu You Call It Madness: The Sensuous Song of the Croon, v níž se zabývá zpěvákem Russem Columbem.